# Zündapp 510-101 Super Combinette
De Zündapp 510-101 Super Combinette is een bromfiets die tussen 1961 en 1965 werd gebouwd door de Duitse firma Zündapp-Werke GmbH. Deze bromfiets was voorzien van een tweetaktmotor van het type 266-103 met een door rijwind gekoelde 50cc cilinder.
In het oog springende kenmerken van deze bromfiets waren de dubbele schokbrekers achter, de grote bolle tank en de schommelvering op het voorwiel.
De vroege modellen zijn uitgerust met een achterlicht in de vorm van een zandloper, gemonteerd op een plaatstalen achterspatbord. In de loop van 1962 is men een aluminium achterspatbord gaan toepassen met daarop een achterlicht in een vierkant model met afgeronde hoeken. Dit laatste achterlicht wordt doorgaans aangeduid met de term "varkensneus achterlicht". De Super Combinette was populair onder de beroepsbevolking waardoor het marktaandeel van Zündapp tijdens zijn productiejaren werd versterkt. Dit bromfietstype is een geliefd project om te restaureren.